# Sakar (massif)
Pour les articles homonymes, voir Sakar.

Carte topographique de Sakar

Le Sakar (bulgare : Сакар) est un massif montagneux du sud-est de la péninsule balkanique et de l'Europe. Il est situé dans le Sud-Est de la Bulgarie, près de la frontière avec la Turquie. Il se trouve entre la vallée du fleuve Maritsa au sud-ouest, qui la sépare de l'extrémité nord-est des Rhodopes, la rivière Sazliyka à l'ouest, qui la sépare de la plaine de Thrace, et les rivières Sokolitsa (affluent gauche de Sazliyka) et Sinapovska au nord. À l'est, les gorges Sremska de la rivière Toundja séparent le massif des collines Derventski. Au sud et sud-est, ses collines les plus basses atteignent Edirne en Turquie européenne. Le massif s'étend sur une longueur de 75 km du nord-ouest au sud-est et une largeur qui atteint 35 km.